# 優勝美地國家公園
優勝美地國家公園（英語：、/joʊˈsɛmɪti/ yoh-SEM-it-ee，又译作优胜美地国家公园）是美国加州中东部横跨图奥勒米县、马里波萨县和马德拉县东部部分地区的国家公园。该公园占地747,956英畝（1,168.681平方英里；302,687公頃；3,026.87平方）并横跨内华达山脉西坡。優勝美地国家公园每年大约有三百八十多万游客造访：大部分人在七平方英里（约合十八平方公里）的约塞米蒂谷逗留。1984年，優勝美地获选定为世界自然遗产，其壮观的花崗岩峭壁、瀑布、清澈的溪流、巨型红杉林和生物多樣性为国际所公认。该公园大约95%的地方指定为公共莽原区。约塞米蒂虽然不是第一个指定的国家公园，但它对国家公园这个概念的发展起到了支配作用。这主要是由于像盖伦·克拉克和约翰·缪尔等人的工作所起的作用。
约塞米蒂是内华达山脉最大而且最集中的动植物栖息地之一。该公园的植物和动物多样性极高。公园海拔从2,127至13,114英尺（648至3,997）不等，包括五个主要植被区：沙巴拉群落/橡树林地，低山地森林，高山地森林，亚高山植物和高山植物。加州7000种植物物种中，内华达山脉占了约50％，而约塞米蒂公园内又占内华达山脉的其中20％以上。公园内有适合160多种稀有植物的栖息地，以及供这些稀有植物生长的，仅在当地可见的地质岩层和特有土壤。
约塞米蒂地区以花岗岩和更老的岩石残留物为主。大约一千万年前，内华达山脉隆起而后偏斜形成相对平缓的西部山丘和峻峭的东部山丘。这些隆起增加了溪流和河床的陡峭程度，产生了又深又窄的峡谷岩层。约一百万年前，雪和冰积累在河谷和高山草甸区行成了冰川。早期冰川时期，约塞米蒂山谷的冰的厚度可达4,000英尺（1,200）。冰川的侵蚀作用逐渐行成了如今优美的U形山谷观光。

## 地名
優勝美地一詞原本是一個當地原住民部落的名稱，在米沃克語的意思是殺手，最後馬里波薩民兵營驅趕了這個部落（或是部落可能被消滅？）。以前這個地方原住民稱為阿赫瓦尼，意思是大嘴巴。其他部落稱居住在山谷地區的原住民部落為優勝美地，因為他們是由派尤特人的叛徒所組成的。優勝美地一詞在米沃克語發音很容易與灰熊搞混。

## 歷史

### 阿瓦尼奇人和马里波萨战争
在白人首次对这个地区进行探险之前，派尤特人和内华达山脉的米沃克族人已在这个地区生活很久了。当第一批非土著人进入约塞米蒂山谷时，一帮称为阿瓦尼奇人的印第安人生活在约塞米蒂山谷。
19世纪中期，加利福尼亞淘金潮戏剧性地增加了该地区的白人旅行。美国陆军少校吉姆·萨维奇在追击由酋长特纳亚带领的大约200名阿瓦尼奇人而领导了马里波萨军队进入约塞米蒂山谷西端。这次行动是作为马里波萨战争的一部分。
军队的叙述是首次很好记录了白人进入约塞米蒂山谷的事件。指派给萨维奇部队的随军医生拉斐德·邦内尔后来在《约塞米蒂公园的发现》中写了他对约塞米蒂山谷充满惊奇的深刻印象。邦内尔与酋长特纳亚的会见有认为对命名约塞米蒂山谷有功。邦内尔写道，特纳亚是阿瓦尼奇人派尤特族聚居地的建立者。米沃克族人和大多数白人定居者认为阿瓦尼奇人特别暴力是由于他们频繁的领土争端，以及米沃克语 “约塞米蒂”的字面意思是“他们是杀手”。该军队成员写的信件和文章有助于宣传约塞米蒂山谷和周边地区。
最终，特纳亚和其余的阿瓦尼奇被抓获，而且他们的村庄也被焚烧了；他们转移到加利福尼亚州弗雷斯诺附近的一个印第安保留地。后来，其中有些人获允许回到约塞米蒂山谷，但1852年春天，他们袭击了一队八位金矿工之后而陷入麻烦。该营居群的人向东逃到了莫诺湖边，并在附近的莫诺部落避难；但1853年，他们偷了主人的几匹马之后，莫诺派尤特人追查并杀了阿瓦尼奇人。酋长特纳亚在袭击中被杀，而生还者得以带回莫诺湖而且并入莫诺湖派尤特部落。一个重建的“阿瓦尼奇印第安人村庄”就位于约塞米蒂山谷游客中心旁边的约塞米蒂博物馆后面。

### 早期的游客

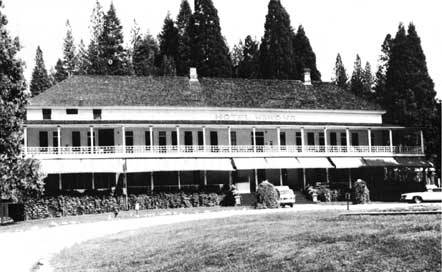
瓦沃纳旅馆

1855年，倡导者詹姆斯·梅森·哈钦斯，艺术家托马斯·艾尔斯和另外两人是首批参观这个地区的人物。哈钦斯和艾尔斯写了有关约塞米蒂山谷的文章和整本杂志期刊。艾尔斯极其细节性地生硬夸张的艺术品和他的书面叙述在全国发行，而且他的绘画艺术展在纽约市举行。1855年至1860年之间，哈钦斯(Hutchings)的宣传工作导致了约塞米蒂旅游业的提高。
瓦沃纳是现在公园西南部的印第安人营地。1857年, 定居者盖仑·克拉克在瓦沃纳发现了巨型红杉的马里波萨林地。简易旅社建起来了，同时通向那个地区的公路也建起来了。1879年，人们为参观马里波萨林地的游客建了瓦沃纳旅馆由于旅游业的增加，所以徒步旅行的小径和旅社也增加了。
也称为隧道树的瓦沃纳树是生长在马里波萨林地里的一棵著名巨杉。它高227英尺（69），周长90英尺（27米）。1881年，工人们穿过这棵树凿出了一条隧道，使这棵树成了一处广受欢迎的游客拍照胜地。从19世纪后期的马车到20世纪初期的汽车的所有东西或人都经过穿越这棵树的公路。1969年，瓦沃纳树被大雪压倒了。据估计，这棵树当时已经2300年了。

### 约塞米蒂拨款
考虑到商业利益的影响，包括盖仑·克拉克和参议员约翰·康内斯等在内的著名的居民们建议保护约塞米蒂区域。一项帮助美国内政部土地总办公室的公园法案准备好了。该公园法案由美国第38屆国会两院通过，并由总统亚伯拉罕·林肯于1864年6月30日签署，由此创建了约塞米蒂拨款。这行为是美国联邦政府第一个特别为保护和公众使用而征用公园用地的例子，并为1872年把黃石创建为第一个國家公園作了先例。约塞米蒂山谷和马里波萨林地交给加州作为州立公园，而两年后，一个专员委员会宣告成立。
该委员会任命盖仑·克拉克为约塞米蒂拨款的首位保护者，但根据宅地法，无论克拉克还是专员们都没有权力驱逐而定居移民们（其中包括哈钦斯）。直到1872年，当美国最高法院使得这些定居移民拥有的土地作废，这个问题才得以解决。1880年，克拉克和当时在位的专员们被撤职，这次纠纷同年也到了美国最高法院。影响约塞米蒂拨款管理的两个最高法院决定给认为是土地管理法非常重要的先例。而哈钦斯成了该公园新的保护者。
游客们进入约塞米蒂国家公园的入口在该公园的早期得到了改善，而约塞米蒂山谷的环境也变得更加友好了。1869年，第一条横穿美国大陆的铁路完成后，约塞米蒂公园的旅游业大量增加，但长时间骑马到达这个区域是一个遏制因素。十九世纪七十年代中期，为了不断增加的游客们更好地进入约塞米蒂山谷而建了三条驿站马车公路。
出生于苏格兰的自然学家约翰·缪尔写了很多文章来推广这个区域并提高人们对它的科学兴趣。缪尔是最初将约塞米蒂山谷的主要地貌是由巨大的高山冰川所创建并将其理论化的一个。他竭力反对已确认的科学家们如乔赛亚·惠特尼，但那些科学家们认为缪尔只是个业余爱好者。然而，缪尔写下了有关约塞米蒂区域生物的科学论文。

### 增强的保护工作
过度放牧的草甸（尤其是羊）、巨型红杉的采伐以及其它损害导致了缪尔成了进一步保护约塞米蒂公园的倡议者。缪尔说服了杰出的客人们将该区域置于联邦保护的重要性；其中之一就是《世纪杂志》的编辑罗伯特·阿恩德伍德·约翰逊。缪尔和约翰逊对国会议员进行疏通活动而与1890年10月1日创建了约塞米蒂国家公园的条例。然而，加利福尼亚州仍然控制着约塞米蒂山谷和马里波萨林地。实际上，缪尔还帮助劝说当地官员们而成功地消除了约塞米蒂高地放牧的行为。
这个新创建的国家公园在美国陆军第四骑兵团的直接统辖之下。1891年5月19日，该骑兵团在瓦沃纳扎了营。截至19世纪90年代末期，牧羊不再成了问题，而该陆军兵团也使许多其它方面得到了改善。但该骑兵团无法帮助约塞米蒂山谷和马里波萨林地日益恶化的环境而进行干预。然而，该骑兵团给约塞米蒂国家公园留下了另一个传奇——护林员的帽子。1899年至1913年，包括全部黑人的美国第九骑兵团（称为“野牛战士”（意译）或“布法罗战士”（音译））的骑兵和步兵军队在约塞米蒂驻扎，并带来了该军队的帽子，即我们今天所认为的“护林员帽子”的特色的蒙大拿峰。此山峰已经形成了该军队的斯泰森毡帽（美国西部牛仔戴的一种阔边高顶毡帽）。这顶 “毡帽”是1898年美西战争的退伍军人为了更好地淌过热带雨林的雨水而形成。
穆尔和他的塞拉俱乐部继续为创建一个统一的约塞米蒂国家公园而游说政府和有影响力之人。1903年5月，西奥多·罗斯福总统和穆尔在冰川峰顶露营了三天。缪尔在这趟旅行中说服了罗斯福总统将约塞米蒂山谷和马里波萨林地的管理权由加州轉移给联邦政府。1906年，罗斯福总统为此严格地签署了一项法案。

### 美国国家公园管理局
美国国家公园管理局成立于1916年。之后，约塞米蒂国家公园移交给该机构直接统辖。图奥勒米草甸旅社、塔尤戈通道以及特纳亚（Tenaya）和默塞德湖边的露营园也于1916年完工。通向约塞米蒂国家公园的全天候公路建造了之后，日益增加的汽车开始进入该公园。1926年，通过安塞尔·富兰克林·霍尔的努力，建立了约塞米蒂博物馆。
1903年，有人提议在约塞米蒂国家公园的北部（即位于赫奇赫奇山谷）建造一个大坝。该大坝的目的是向旧金山提供水和水力發电。保护主义者们如缪尔和他的塞拉俱乐部反对这个项目，而提倡防护者如吉福德·平肖则支持该项目。1913年，美国国会凭借雷克条例的通过而授权奥沙尼西大坝的建造。

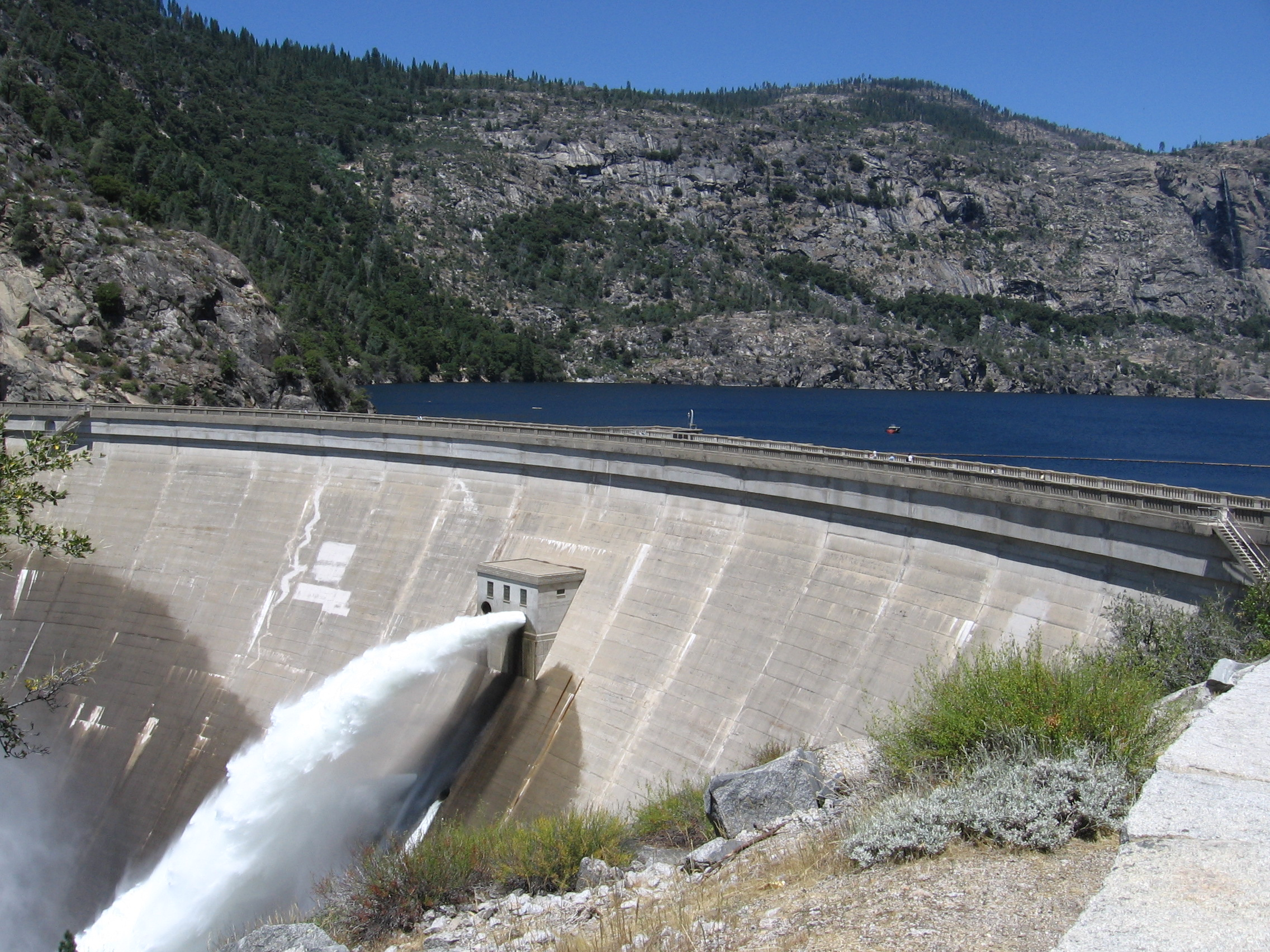
赫奇赫奇山谷的奥沙尼西大坝

最近，保护主义者们劝说国会指定677,600英畝（274,200公頃）或约塞米蒂公园约89%的区域为约塞米蒂莽原区，即一大片受到高度保护的荒野地区。国家公园管理局已经削减了人工刺激因素而造访该公园，诸如扔火项目。该项目是人们在晚上将炽热的余烬推离冰川顶峰附近的一个悬崖。约塞米蒂山谷夏季的交通堵塞已成了人们关注的一个问题。两辆电动公交车于1995年9月开始运转。这两辆公交车不仅安静，而且不会排放污染物质。最终，约塞米蒂公园内所有的公共汽车都会换成电动车。阻止所有没在约塞米蒂山谷的酒店或露营园登记的车辆进入的计划已被审查；这将迫使夏季白天到该山谷的游客们乘坐免费的往返公交车、骑自行车或步行。1996年约塞米蒂山谷山体滑坡导致一名徒步旅行者死亡，而1997年1月默塞德河洪水则破坏了许多公路和几个露营园。
2011年3月19至20日的一次暴雨之后，约塞米蒂国家公园和公园内外的公路都因此而关闭了。这是约塞米蒂国家公园15年内第一次整体停止运作。约塞米蒂山谷的电力切断了，而该公园的车队护送游客们离开了此地，但约塞米蒂山谷的电力终于于3月27日的星期天恢复。

## 地理环境

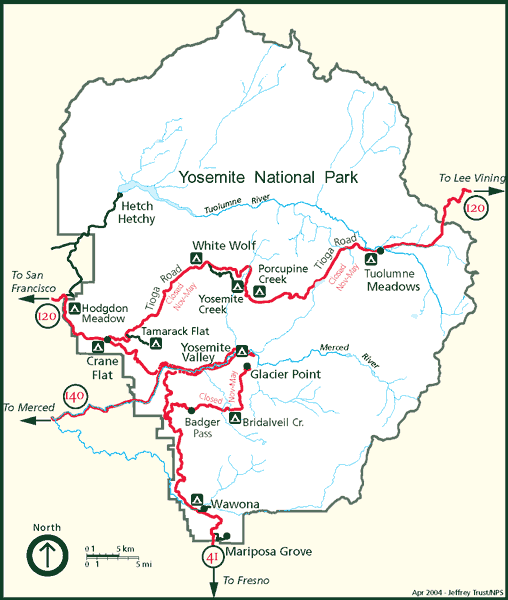
约塞米蒂国家公园地图

约塞米蒂国家公园位于加州内华达山脉的中部。从旧金山开车到该公园大约需要4小时，而从洛杉矶约需6小时，从圣贝纳迪诺约7小时。约塞米蒂国家公园附近的公共莽原区有: 安塞尔·亚当斯莽原区、东北方向的胡佛莽原区以及北方的移民莽原区。
占地1,189 sq mi（3,080 km2）的公园大致相当于美国羅德島州的大小，而且还包括成千上万的湖泊和池塘，1,600英里（2,600）的溪流，800英里（1,300）的徒步旅行小径以及350英里（560）的公路。美熹德河和图奥勒米河——这两条联邦政府指定的自然风景河流源于约塞米蒂国家公园的边界，并向西穿过内华达山麓丘陵地带而流入加州的中央谷地。该公园每年游客数达三百五十多万，其中大多数游客集中在七平方英里（约合18平方公里）的约塞米蒂谷地带。

### 岩石和侵蚀作用

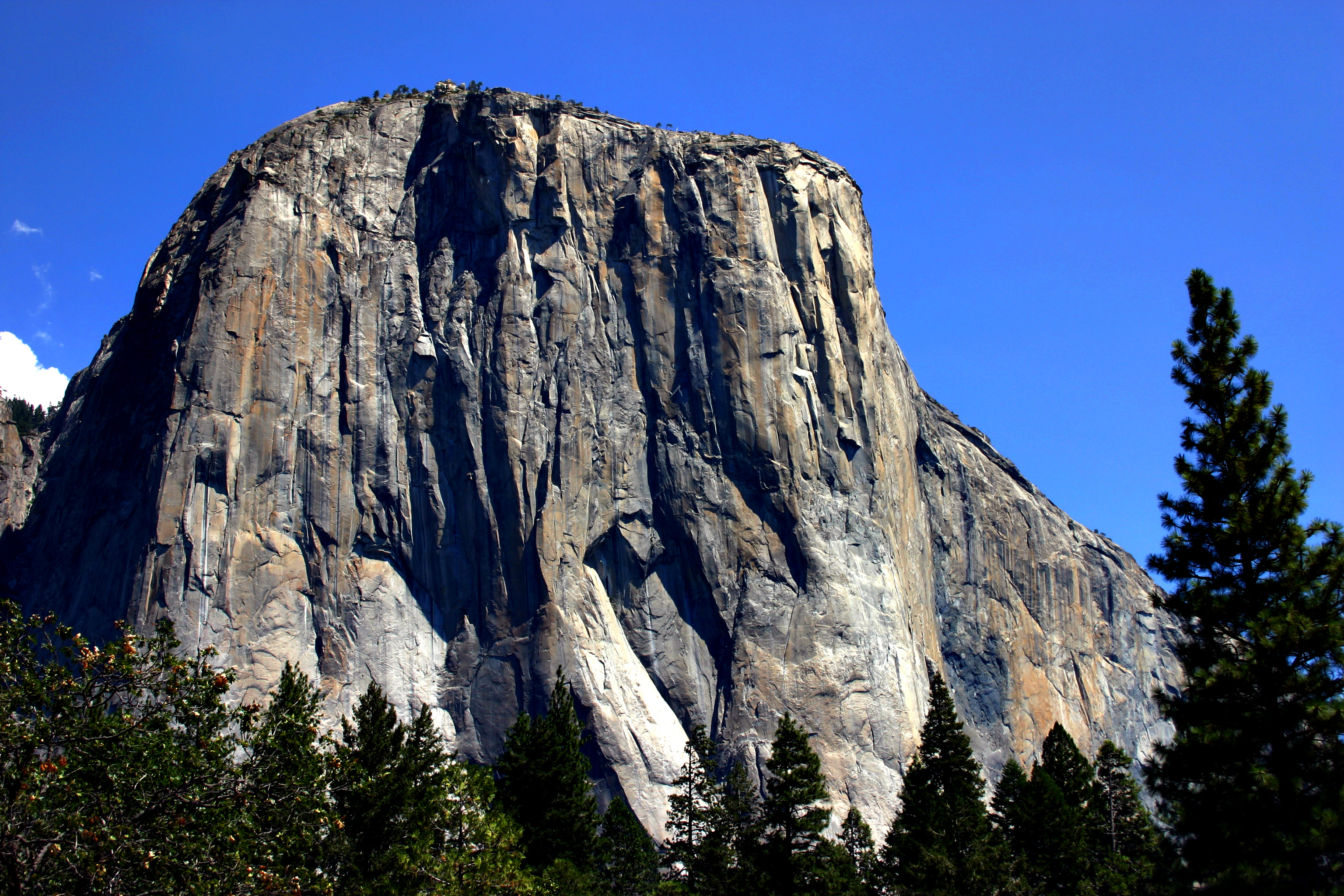
酋长岩（El Capitan）

约塞米蒂地区几乎所有的地形全部给内华达岩基的花崗岩所切断（岩基是深地表下一大块入侵形成的火成岩）。大约该公园地形的5％（主要在达拉山附近的东部边缘）是变质的火山岩和沉积岩。这些岩石称为屋顶吊坠，因为它们曾是下面花岗岩的顶板。
侵蚀作用对隆起产生的节理和断裂系统的不同类型的作用有助于产生我们今天所见的山谷、峡谷、穹丘和其它特征。这些节理和断裂系统并不移动，因此没有斷層节理间的间距是由花岗岩和花岗闪长岩中的二氧化硅的量所控制。更多的二氧化硅往往产生出一种更耐腐蚀的岩石，导致节理和断裂系统之间产生更大的空间。
各种柱石和圆柱石是由交叉的节理所产生，比如华盛顿圆柱石和失踪的箭花岗岩柱。对主要节理起的侵蚀作用有助于产生山谷和后来的峡谷。过去几百万年里最单一的侵蚀力就是将以前切割V型河流的山谷变成冰川切割的U形峡谷的巨大的高山冰川（诸如约塞米蒂山谷和赫奇赫奇山谷）。作用于花岗岩上的剥落作用和巨大的间隔节理（由火成岩晶体在表面的扩大趋势引起）共同创造了半圆丘和北圆丘以及多个嵌入拱门，例如皇家拱门。

### 普遍特征
约塞米蒂山谷只佔约塞米蒂国家公园百分之一的面积，但该山谷是绝大多数游客到达并游览的地方。对许多游客来说，隧道景点是首次看到约塞米蒂山谷的观景台，而且还得以广泛地拍照留念。除了全年可以攀登伊尔酋长岩之外，这块赫然耸现在约塞米蒂山谷的一片突出的花岗岩峭壁岩石由于攀登路线的多样化而成了世界上最流行的岩石攀登目的地之一。花岗岩圆丘，诸如森提讷耳圆丘和半圆丘分别高于约塞米蒂山谷3,000和4,800英尺（910和1,460）。
约塞米蒂国家公园的高地拥有着美丽之地, 诸如图奥勒米草甸、达拉草甸、克拉克山脉、大教堂山脉以及库纳峰。内华达峰和太平洋屋脊步道与红色变质岩的山峰，如山达拉山和吉布斯山， 以及诸如康内斯山的花岗岩山峰一道穿越约塞米蒂国家公园。莱尔山是该公园的最高峰，高13,120英尺（4,000）。莱尔冰川是约塞米蒂国家公园内最大的冰川，还是内华达山脉至今少數几个遗留下来的冰川中的一个。
约塞米蒂国家公园有三片古巨杉（学名: Sequoiadendron giganteum）林地： 马里波萨林地（200株），图奥勒米林地（25株），以及默塞德林地（20株）。此物种比任何其它树种长的体积都要大，而且是最高和最长寿的物种之一。

### 水和冰
图奥勒米河和默塞德河系统沿着约塞米蒂国家公园的内华达山脉的顶峰起源，而且已经雕刻出了深3,000至4,000英尺（910至1,220）的河谷。约塞米蒂国家公园的整个北部大约680平方英里（1,800平方）地区的水流入图奥勒米河。默塞德河源于该公园的南部顶峰，主要是大教堂山脉和克拉克山脉。大约511平方英里（1,320平方）面积的水流入默塞德河。

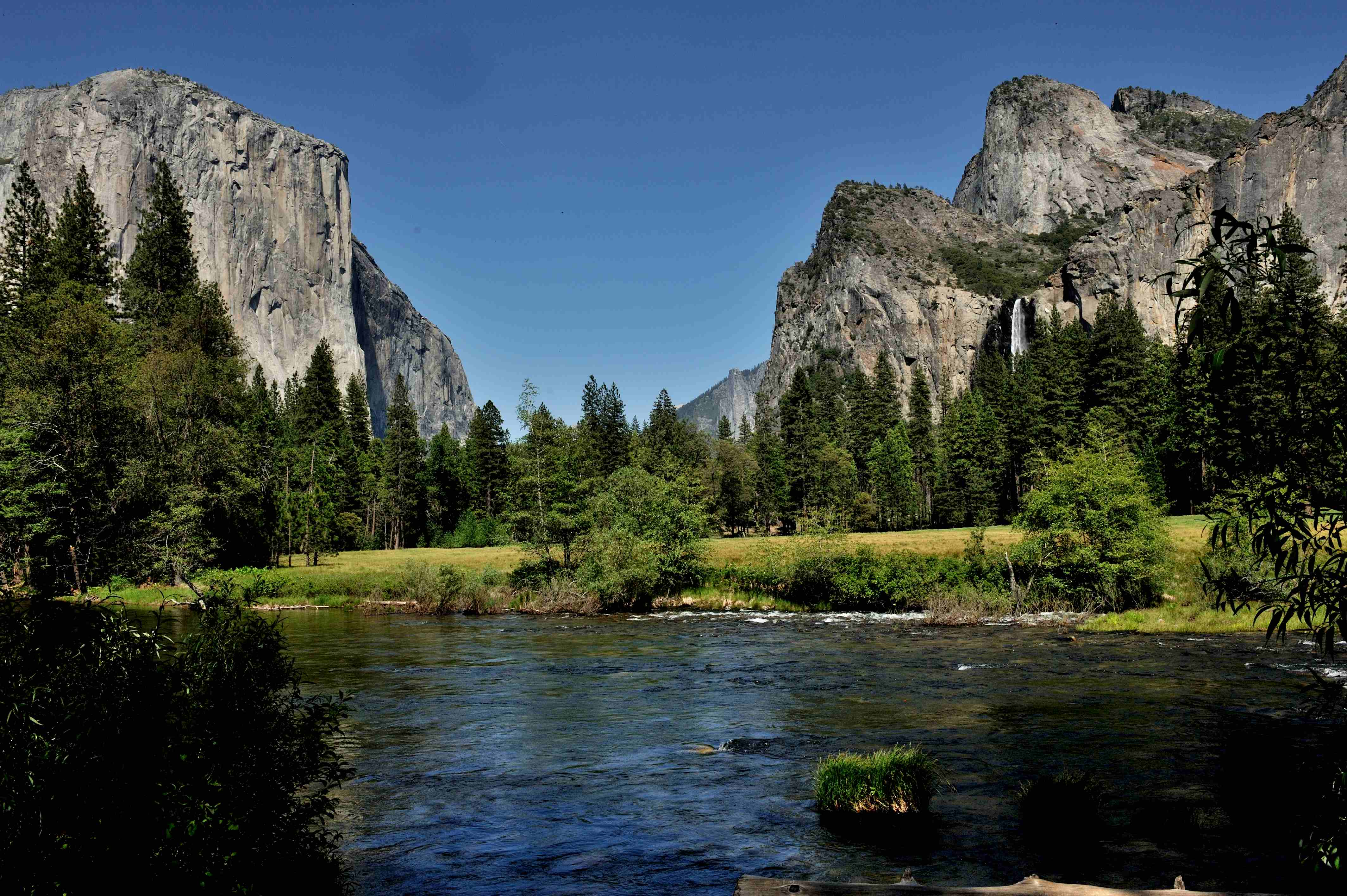
约塞米蒂的U型山谷

包括冰川作用、洪水泛滥和河流冲击形成的地貌反应在内的水文变化过程对约塞米蒂国家公园产生的地貌有着极其重要的作用。该公园还有大约3200个湖泊（大于100平方米）、两个蓄水池和1700英里（2700公里）的溪流。所有这些水源有助于形成图奥勒米河和默塞德河两大流域.。约塞米蒂国家公园的湿地出现在整个公园的谷底，而且经常通过季节性洪水和地下水运动而和附近的湖泊和河流的水文联系在一起。一般说来，分布在该公园内海拔3,000至11,000英尺（910至3,350）的草甸栖息地都是湿地，就如约塞米蒂如此之多的溪岸和河岸上发现的水边栖息地一样。

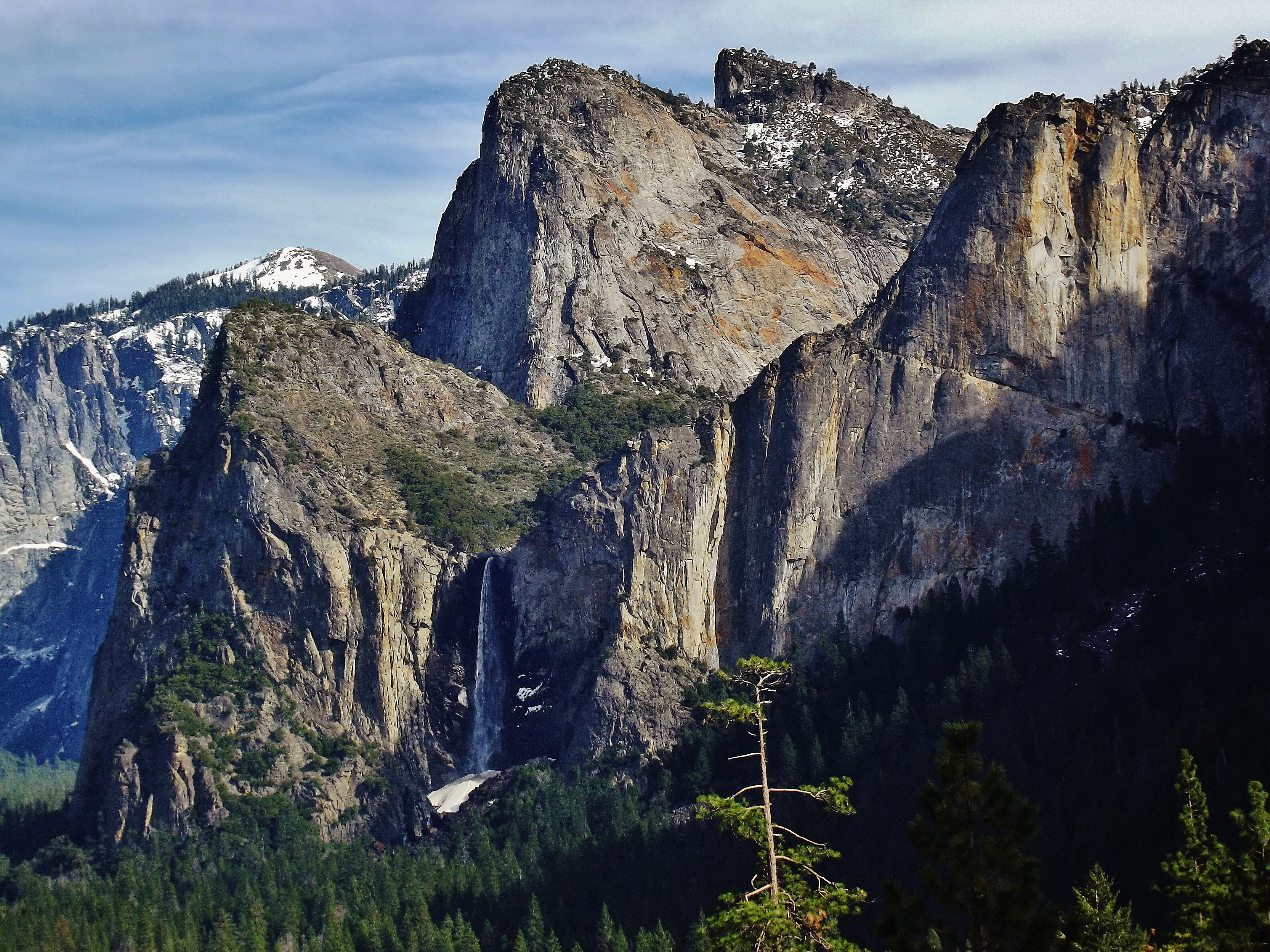
新娘面纱瀑布从一块附属冰川产生的一个U形悬谷流了下来

约塞米蒂国家公园是以其小区域内高度集中的瀑布而著名。该公园里数不清的垂直落差、冰川岩架和悬谷为瀑布的存在提供了很多地方，尤其是在4月、5月和6月（融雪季节）。位于约塞米蒂山谷的優勝美地瀑布是北美最高的瀑布，其高度达2,425-英尺（739-）。约塞米蒂山谷还有流量低地多的带状瀑布。该瀑布拥有1,612英尺（491）的最高单垂直落差。或许，约塞米蒂山谷最著名的瀑布是新娘面纱瀑布。从瓦沃纳隧道东端的隧道景点的观看台可以看到该瀑布。赫奇赫奇山谷的瓦帕玛（Wapama）瀑布是另一著名的瀑布。约塞米蒂国家公园也存在着数以百计的短暂性瀑布。
约塞米蒂国家公园内的所有冰川都是相对较小的冰川。这些冰川占住了那些几乎是永久性的荫蔽之处，如面临冰斗的北部和东北部。莱尔冰川是约塞米蒂国家公园里最大的冰川（帕利塞德冰川则是内华达山脉最大的冰川），覆盖了160英畝（65公頃）的面积。约塞米蒂国家公园里没有一块冰川是冰河时期的高山冰川残留下来的。冰河时期的高山冰川不仅大的多得多，而且是雕刻出约塞米蒂地貌的原因。相反，约塞米蒂国家公园的冰川是各个新冰川作用期中的一个新冰川作用期形成的。新冰川作用期是自冰河时期（诸如小冰期）冰川融化以来才发生的。氣候變遷已减少世界各地冰川的数量和规模大小。包括默塞德冰川在内的约塞米蒂的许多冰川已经消失了，而且其它大部分冰川75%的表面积已经消失了。默塞德冰川是1871年约翰·穆尔发现的，而且这块冰川支持穆尔的约塞米蒂地区的冰川起源理论。

### 气候

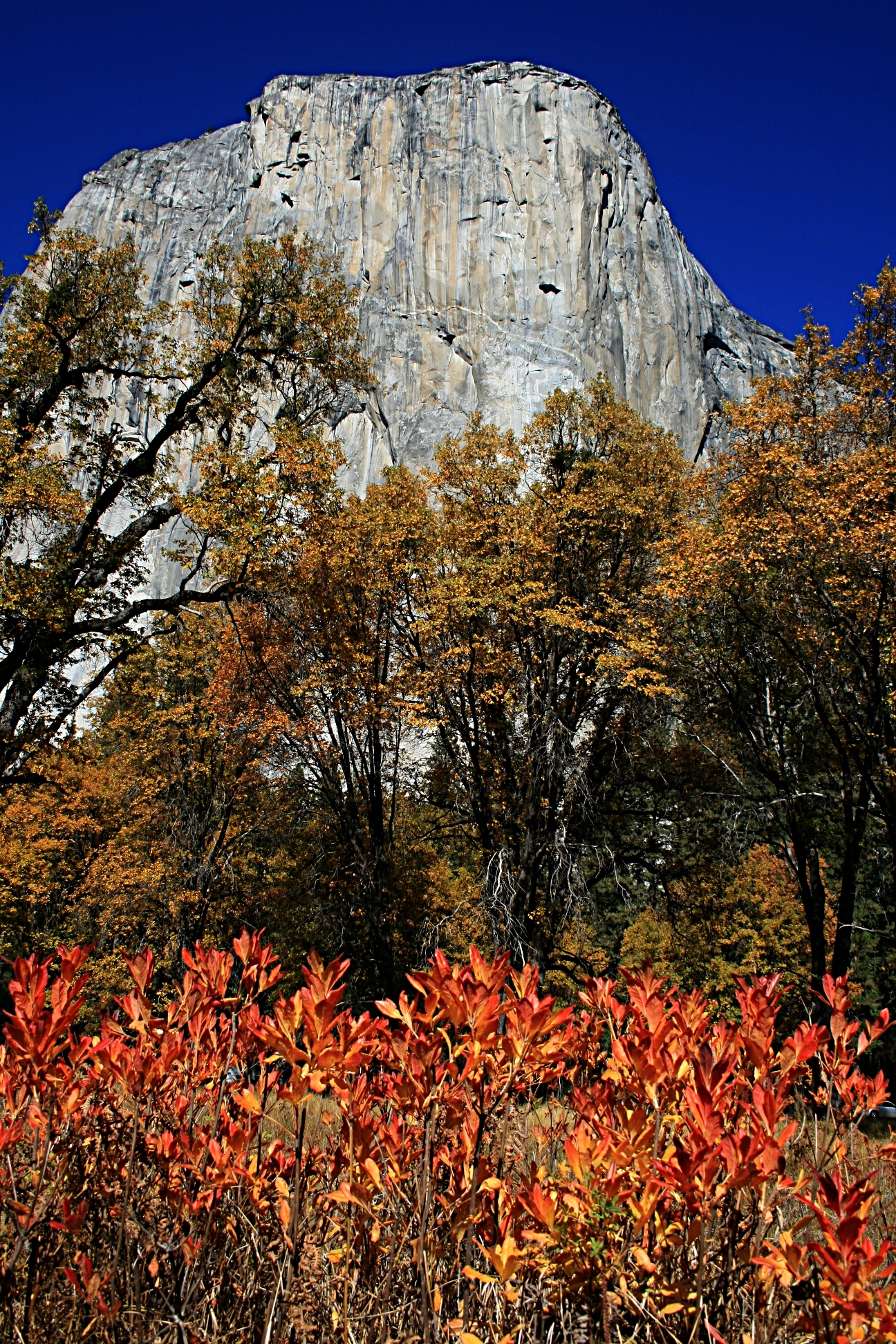
秋季的约塞米蒂

约塞米蒂国家公园有着地中海式的气候（柯本气候分类法），这就意味着暖冬会降下大部分的雨水，而其它季节则几近干旱无雨（漫长而炎热的夏季降水量不到3％）。由于地形隆起，降水随着海拔增加到8,000英尺（2,400）而不断增加，而海拔8,000英尺（2,400）之上到峰顶的降水量则又慢慢下降。降水量从海拔4,000英尺（1,200）的36英寸（910）到海拔8,600英尺（2,600）的50英寸（1,300）而不等。一般来说，积雪不会在约塞米蒂公园的地上存留；直到11月份，该公园的高原地区才会积雪。该公园的高地会积累整个冬天直至三月或四月上旬的雪。
海拔8,600英尺（2,600）的图奥勒米草甸的日均气温幅度为25至53 °F（−4至12 °C）。瓦沃纳隧道入口（海拔5,130英尺或1,560）的日均气温从36至67 °F（2至19 °C）不等。海拔低于5,000英尺（1,500）的地方气温要炎热的多；而约塞米蒂山谷（海拔3,966英尺或1,209）的日均最高气温从46至90 °F（8至32 °C）不等。海拔8,000英尺（2,400）以上的地方，炎热而干燥的夏季气温由于雷暴雨，还有存留到七月份的积雪而变得温和。干枯的植被、相对低的湿度和雷暴雨的结合还频繁导致了引起山火的闪电山火。
海拔3,966英尺（1,209）的约塞米蒂公园总部的一月份平均温度为38.2 °F（3.4 °C），而七月份的平均气温为73.0 °F（22.8 °C），但夏天的晚上比炎热的白天要凉快地多。约塞米蒂国家公园平均每年有39.5天气温高达90 °F（32 °C）或更高，而平均97.9个夜晚气温低于凝固温度。该公园一年当中每个月都已记载了凝固温度，最高温度记录的是1915年7月20日的115 °F（46 °C），而最低温度记录的是1924年1月2日和1937年1月21日的−6 °F（−21 °C）。约塞米蒂国家公园年均降水量为近37英寸（940），共65个雨天。降雨量最多的年份是1983年的68.94英寸（1,751），而最干旱的年份是1976年的14.84英寸（377）；降水量最多的月份为1955年12月的29.61英寸（752），而降水量最多的一天为1955年12月23日的6.92英寸（176）。约塞米蒂国家公园年均降雪量为65.6英寸（1.67），降雪量最多的年份为1967年的154.9英寸（3.93），而最多的月份为1993年1月的140.8英寸（3.58）。
| 约塞米蒂国家公园中心，海拔3,966英尺（1,209） | 约塞米蒂国家公园中心，海拔3,966英尺（1,209） | 约塞米蒂国家公园中心，海拔3,966英尺（1,209） | 约塞米蒂国家公园中心，海拔3,966英尺（1,209） | 约塞米蒂国家公园中心，海拔3,966英尺（1,209） | 约塞米蒂国家公园中心，海拔3,966英尺（1,209） | 约塞米蒂国家公园中心，海拔3,966英尺（1,209） | 约塞米蒂国家公园中心，海拔3,966英尺（1,209） | 约塞米蒂国家公园中心，海拔3,966英尺（1,209） | 约塞米蒂国家公园中心，海拔3,966英尺（1,209） | 约塞米蒂国家公园中心，海拔3,966英尺（1,209） | 约塞米蒂国家公园中心，海拔3,966英尺（1,209） | 约塞米蒂国家公园中心，海拔3,966英尺（1,209） | 约塞米蒂国家公园中心，海拔3,966英尺（1,209） |
| 月份                                         | 1月                                          | 2月                                          | 3月                                          | 4月                                          | 5月                                          | 6月                                          | 7月                                          | 8月                                          | 9月                                          | 10月                                         | 11月                                         | 12月                                         | 全年                                         |
| -------------------------------------------- | -------------------------------------------- | -------------------------------------------- | -------------------------------------------- | -------------------------------------------- | -------------------------------------------- | -------------------------------------------- | -------------------------------------------- | -------------------------------------------- | -------------------------------------------- | -------------------------------------------- | -------------------------------------------- | -------------------------------------------- | -------------------------------------------- |
| 历史最高温 °F（°C）                          | 72 (22)                                      | 82 (28)                                      | 90 (32)                                      | 96 (36)                                      | 99 (37)                                      | 103 (39)                                     | 115 (46)                                     | 110 (43)                                     | 108 (42)                                     | 98 (37)                                      | 86 (30)                                      | 73 (23)                                      | 115 (46)                                     |
| 平均高温 °F（°C）                            | 47.2 (8.4)                                   | 53.1 (11.7)                                  | 58.7 (14.8)                                  | 65.9 (18.8)                                  | 72.8 (22.7)                                  | 81.4 (27.4)                                  | 89.9 (32.2)                                  | 89.5 (31.9)                                  | 83.5 (28.6)                                  | 73.5 (23.1)                                  | 57.7 (14.3)                                  | 47.5 (8.6)                                   | 68.3 (20.2)                                  |
| 平均低温 °F（°C）                            | 25.6 (−3.6)                                  | 28.1 (−2.2)                                  | 31.0 (−0.6)                                  | 35.9 (2.2)                                   | 41.6 (5.3)                                   | 47.3 (8.5)                                   | 53.2 (11.8)                                  | 52.0 (11.1)                                  | 46.7 (8.2)                                   | 38.3 (3.5)                                   | 30.2 (−1.0)                                  | 26.2 (−3.2)                                  | 38.0 (3.3)                                   |
| 历史最低温 °F（°C）                          | −6 (−21)                                     | 1 (−17)                                      | 9 (−13)                                      | 12 (−11)                                     | 15 (−9)                                      | 14 (−10)                                     | 32 (0)                                       | 32 (0)                                       | 24 (−4)                                      | 19 (−7)                                      | 10 (−12)                                     | −1 (−18)                                     | −6 (−21)                                     |
| 平均降水量 （mm）                            | 6.51 (165)                                   | 6.17 (157)                                   | 5.39 (137)                                   | 3.04 (77)                                    | 1.47 (37)                                    | 0.70 (18)                                    | 0.31 (7.9)                                   | 0.20 (5.1)                                   | 0.66 (17)                                    | 1.91 (49)                                    | 3.93 (100)                                   | 5.97 (152)                                   | 36.26 (922)                                  |
| 平均降雪量 （cm）                            | 16.2 (41)                                    | 14.6 (37)                                    | 12.9 (33)                                    | 5.1 (13)                                     | 0.2 (0.51)                                   | 0 (0)                                        | 0 (0)                                        | 0 (0)                                        | 0 (0)                                        | 0.2 (0.51)                                   | 3.6 (9.1)                                    | 12.5 (32)                                    | 65.6 (167)                                   |
| 平均降水天数（≥ 0.01 in）                    | 9                                            | 9                                            | 10                                           | 7                                            | 5                                            | 3                                            | 1                                            | 1                                            | 2                                            | 4                                            | 6                                            | 8                                            | 65                                           |
| 来源：WRCC (1905-2012)                       |                                              |                                              |                                              |                                              |                                              |                                              |                                              |                                              |                                              |                                              |                                              |                                              |                                              |

### 優勝美地山谷

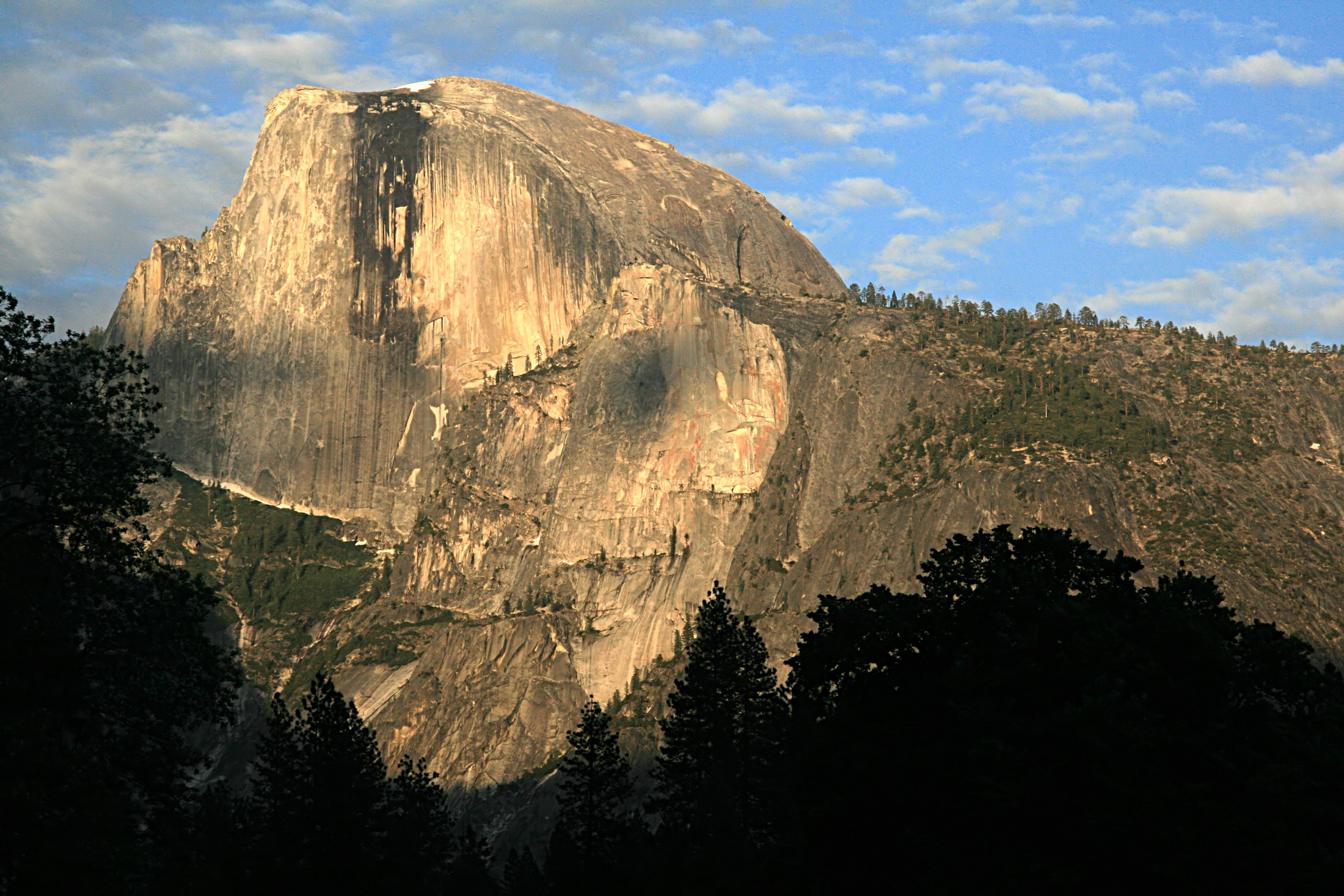
半圓丘

剛剛進入山谷，在CA-120、CA-49和CA-41三條公路的會合處有Valley View和Tunnel View，這兩個瞭望台都是觀看山谷呈Ｕ字型狀的最理想位置。Ｕ字型的山谷長滿了世界爺，遠處的半圓丘成為山谷裏最鮮明的主題。這裏的視野在山谷中算是比較開闊的，晴天日中時太陽照在半圓丘的花崗岩峭壁上，突顯其險峻有力；傍晚時，斜陽將半圓丘染得橙紅色，像一團熊熊烈火在燃燒著；烏雲密佈時，黑壓壓的雲伴著烏漆漆的半圓丘，頗有一種深邃感；雨過天晴時，一道道的陽光依次從雲縫中射出，並隨著烏雲的消散而變化著，上演著一齣天然的激光表演。
繼續往前走沒多久，聽見隆隆水聲，右手方出現新娘面紗瀑布（Bridalveil Fall），這個瀑布的水不大，朦朦朧朧的像一塊新娘面紗一般懸在空中。冰河時期時，優勝美地這條主山谷中含冰量較多，山谷也被切得較深；流入主山谷的支流中含冰量較少，山谷也被切得較淺。冰河時期結束後，這些支流便恍如一條又一條的懸空山谷，當河水流到這些懸空山谷的盡頭，準備匯入主山谷時，便衝出一道又一道的瀑布來。新娘面紗瀑布便是這些眾多由懸空山谷流出的瀑布中的其中一道，也是這一路上看見的第一道。
繼續沿麥斯德河逆流而上，這山谷是一片氾濫平原，例如2005年春季氣溫不尋常地高，融雪極快，這裏便一度氾濫成災，一些遊客被洪水所困，公園一度關閉，其餘遊客被緊急疏散。這一段麥斯德河的河面比較寬廣，還有租獨木舟的，每年夏天都有許多人在這裏划船：在藍天白雲、娑婆樹影下泛一葉輕舟，怡然自得。

### 冰川點
冰川点是優勝美地山谷的观景点，在美国加利福尼亚州。它坐落在约塞米蒂山谷南壁海拔7214英尺（2199米）处，在谷底克里村上方3200英尺（980米）。冰川点提供观赏優勝美地山谷的美景，包括约塞米蒂瀑布，半圆顶，春瀑布，内华达瀑布，和云休峰。

### 南山

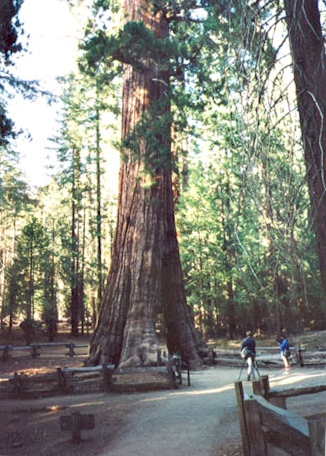
加利福尼亞樹

南山最有名的景點就是Mariposa Grove（蝴蝶森林）了。當初優勝美地國家公園成立時其實主要是保護這一大片老世界爺樹林的。公園成立以前，老世界爺樹林被大批砍伐，可是Mariposa Grove卻奇蹟地倖俛了，原因是這裏的樹砍倒後跌下來時會自動斷成許多截，使得木頭沒有經濟價值，久而久之，人們便不來這裏砍樹了。今天參觀Mariposa Grove，你還能看見那些早期被砍倒後跌下來斷成許多截的老樹。
早期為了吸引遊客，人們還在樹幹上挖洞，讓馬車從活樹中通過。可是紅杉樹雖然長得又高又粗，它的根部系統其實非常淺。人們不斷地走近其樹幹會把根部附近的泥土壓緊，影響根部吸收水和養分，更何況是讓馬車從中來回奔馳了！1969年年初寒冬時，那棵能容馬車通過的大樹Wawona Tree就倒下來死掉了。現在在Mariposa Grove還有另一棵類似的樹叫「加利福尼亞樹」（California Tree），也是早期在樹幹上被挖了一個洞，可是洞口稍微小一些，尚未倒下。今天這些世界爺都受法律保護，不用說挖洞，就是去刮它的樹皮，或者採集它的松果球也是違法的。人們意識到，一棵健康的世界爺比一棵被挖洞吸引遊客的世界爺來得更有價值。

### 交通
優勝美地國家公園在西面有三個入口，從北至南分別是：加州120号、140号和41号公路；東面只有一個入口：120号公路（冬天封路）。120号公路是夏天穿越內華達山脈的少數交通要道之一，往北要到太浩湖以北的80号州际公路，往南要到南加州的58号公路才能穿越山脈。在公園西邊，120号公路盤山而行，峰迴路轉，有一岔路去Hetch-Hetchy水庫；西入口的120号公路最常雪鏈管制，有段極為彎曲的盤山公路，路邊緊鄰陡峭落差的深遠山間，連夏天行駛都會感覺有些驚險，甚至有懼高症者可能會怕，頗長一段最高海拔到約6,300英呎，南入口41中高，有一小段最高海拔到約6,150英呎，西南入口沿美熹德河河谷最高海拔約4,000英呎最平坦的140号公路，幾乎很少雪鏈管制，但去之前先看國家公園網站和氣象，從舊金山或洛杉磯繞马里波萨行駛140号公路入優勝美地很巧是都約增加23英哩路程。在公園東邊，120号公路穿越李维宁峽谷（Lee Vining Canyon）的一段棧道，非常險峻，堪稱一項工程創舉。
140号公路沿著美熹德河而上，是這三條公路中所到達海拔最低的一條，因此若冬天參觀優勝美地國家公園的話，這條路乃是最佳選擇。沿著麥斯德河而上，约塞米蒂谷一開始是呈ｖ字型的，而且拐彎甚多；突然眼前闊然開朗，峽谷變寬，而且變得呈ｕ字型，這標記著過去冰川的冰舌到此為止：ｖ字型的是由液態水沖出來的峽谷，未經冰川洗禮，而ｕ字型峽谷乃經歷冰川那鬼斧神工的改造，讓你有如進入桃花源一般的感覺。
41号公路通往弗雷斯诺市。若要來往優勝美地國家公園和紅杉與國王峽谷國家公園，這條乃必經之路。

## 地质

### 地壳构造和火山活动

约塞米蒂地区概括化的地质地图（參考美國地質調查局图片）

前寒武纪和早古生代期间，约塞米蒂国家公园的这块区域给跨越而形成一个被动的大陆边缘。大陆沉积物沉积在浅水里。自那以后，这些岩石就已变质。
泥盆纪晚期和二叠纪时期之间， 隐没在北美板块下面的法拉龙板块产生的热导致了原北美西海岸的火山岛弧的产生。后来， 侏罗纪时代的火山活动入侵并覆盖了这些岩石。这些岩石内可能有与内华达岩基产生的早期阶段相关的岩浆活动。这些岩石中的95%最终由于加速隆起的侵蚀而分离。
区域性深沉现象的第一阶段开始于晚三叠纪的2亿1千万年前，并一直继续贯穿整个侏罗纪到距今大约1亿5千万年。与此同时，内华达造山运动使内华达山脉（也称作内华达山脉的祖先）上升到15,000英尺（4,600）的高度。这次造山运动是内华达岩基直接产生的一部分，而且，由此产生的岩石大部分成分是花岗岩并被侵位于地表下长约6英里（9.7）的地盘。第二个主要深沉岩体侵位阶段从白垩纪期间的大约1亿2千万年延续到8千万年前。此次造山运动是塞维尔造山运动的一部分。
一次现已不复存在的喀斯喀特山脉的延伸开始于（新生代的）2千万年前并一直延续到5百万年前，但该山脉延伸的火山爆发，从而给该地区带来了大量的火成物质。这些火成沉积物给约塞米蒂地区的北部覆盖上了厚厚地一层。距今过去5百万年，莫诺湖和长谷地区的目前公园边界东部的火山活动一直持续着。

### 隆起和侵蚀作用
开始于1千万年前，沿塞拉断层的垂直运动开始使内华达山脉隆起。内华达断层接下来的翘起和因此发生的内华达山脉加速隆起增加了向西流动的溪流坡。结果，这些溪流流动地更快，并因此更快地穿过那些山谷。当主要的断层向东发展时， 特别是从盆地和山脊结合在一起的外沿力所产生的欧文斯山谷，额外的隆起产生了。大约更新世期间的两百万年前，内华达山脉的隆起再次加速。

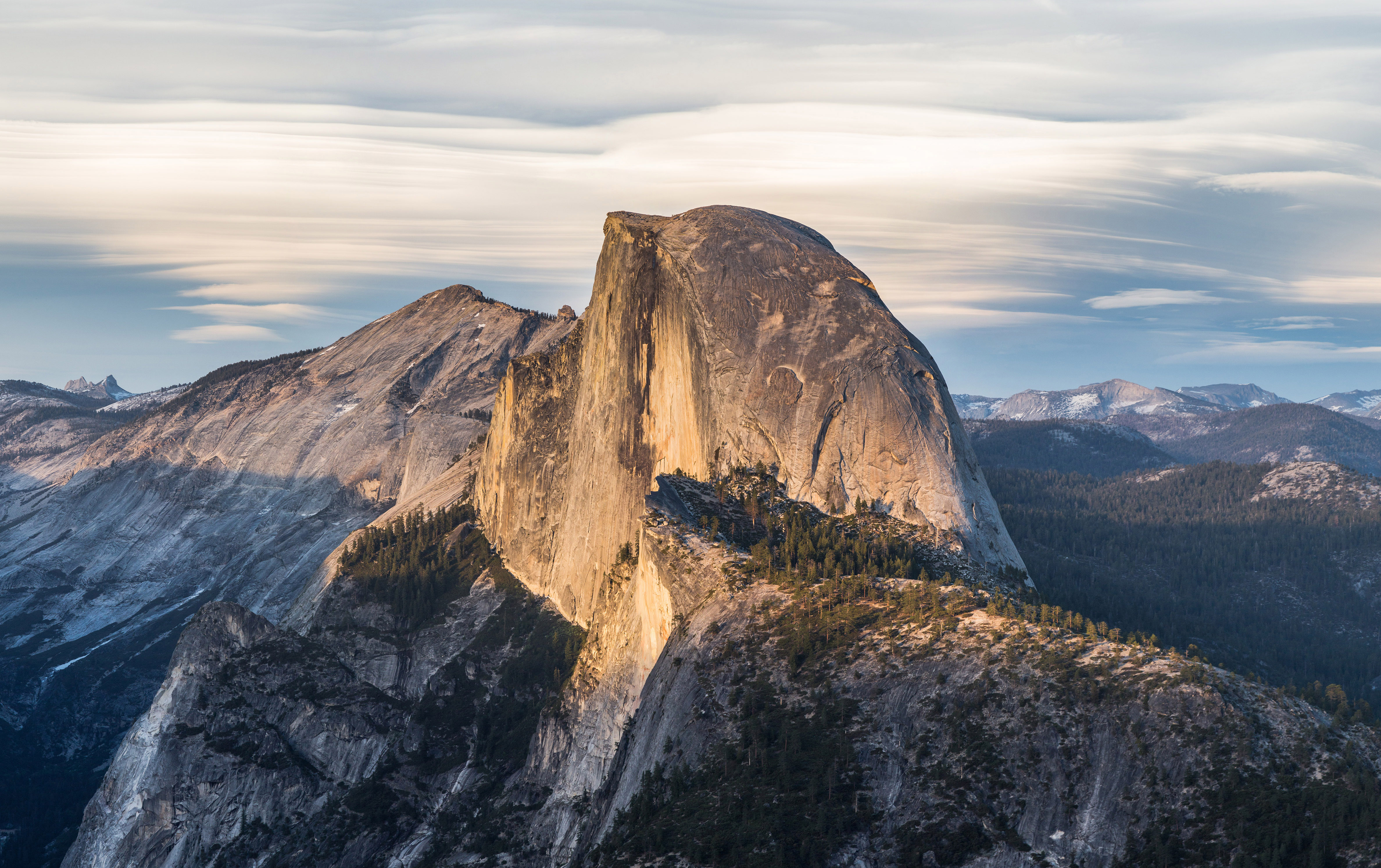
剥落的节理改变了约塞米蒂国家公园里巨大花岗岩的近地表部分，并产生了许多壮观的圆丘，包括这儿看到的半圆丘

隆起和加速侵蚀使得该地区的花岗岩暴露在表面压力之下，由此产生了剥落（有助于公园内许多圆丘的圆形的形成），以及随着在现在凝固的深成岩体里的许多断裂节里平面（裂缝，特别是垂直的裂缝）而产生的巨大浪费。更新世冰川进一步加速了这一过程，更大的冰川运送了由此而产生的谷底岩屑堆和冰碛物。
多个垂直的节理平面控制了侵蚀在哪儿发生以及侵蚀速度有多快。大部分这些长线行而且很深的裂缝向东北或西北延伸，并形成平行线，而且经常定期地形成一组组间隔。这些节理平面是由隆起相关的压力释放以及通过侵蚀作用覆盖的岩石表层脱落而产生。

### 冰川的雕凿
约2至3百万年前开始并于距今约一万年前结束的一系列冰川进一步改造了这个地区。内华达山脉至少发生了四次主要的冰川作用，当地称这些冰川作用为舍尔温（Sherwin）（也称为前塔霍（pre-Tahoe））、塔霍（Tahoe）、特纳亚（Tenaya）和塔尤戈（Tioga）。舍尔温（Sherwin）冰川是最大的冰川，不仅填满了约塞米蒂山谷，而且也填满了其它山谷，而后面各个阶段所产生的冰川要小的多。一块舍尔温(Sherwin)时代的冰川几乎肯定是开凿并形成约塞米蒂山谷和该地区其它峡谷的主要原因。
冰川系统延伸到了深达4,000英尺（1,200）深度，并在约塞米蒂地区留下了标志。约塞米蒂地区最长的冰川沿图奥勒米河的大峡谷流动了60英里（97），远远穿过了赫奇赫奇山谷外。默希德冰川流出了约塞米蒂山谷并进入默希德河峡谷。李·瓦伊宁冰川雕刻出了李·瓦伊宁峡谷并流入拉塞尔湖(拉塞尔湖是冰川期大的多的莫诺湖的说法) 。只有最高的那些山峰没有被冰川覆盖，诸如达拉山和康内斯山。退缩冰川经常留下将湖围起来的退回的冰碛，诸如5.5英里（9）长的约塞米蒂湖（一个阶段性覆盖大部分约塞米蒂谷底的浅湖）。

## 生態

### 栖息地

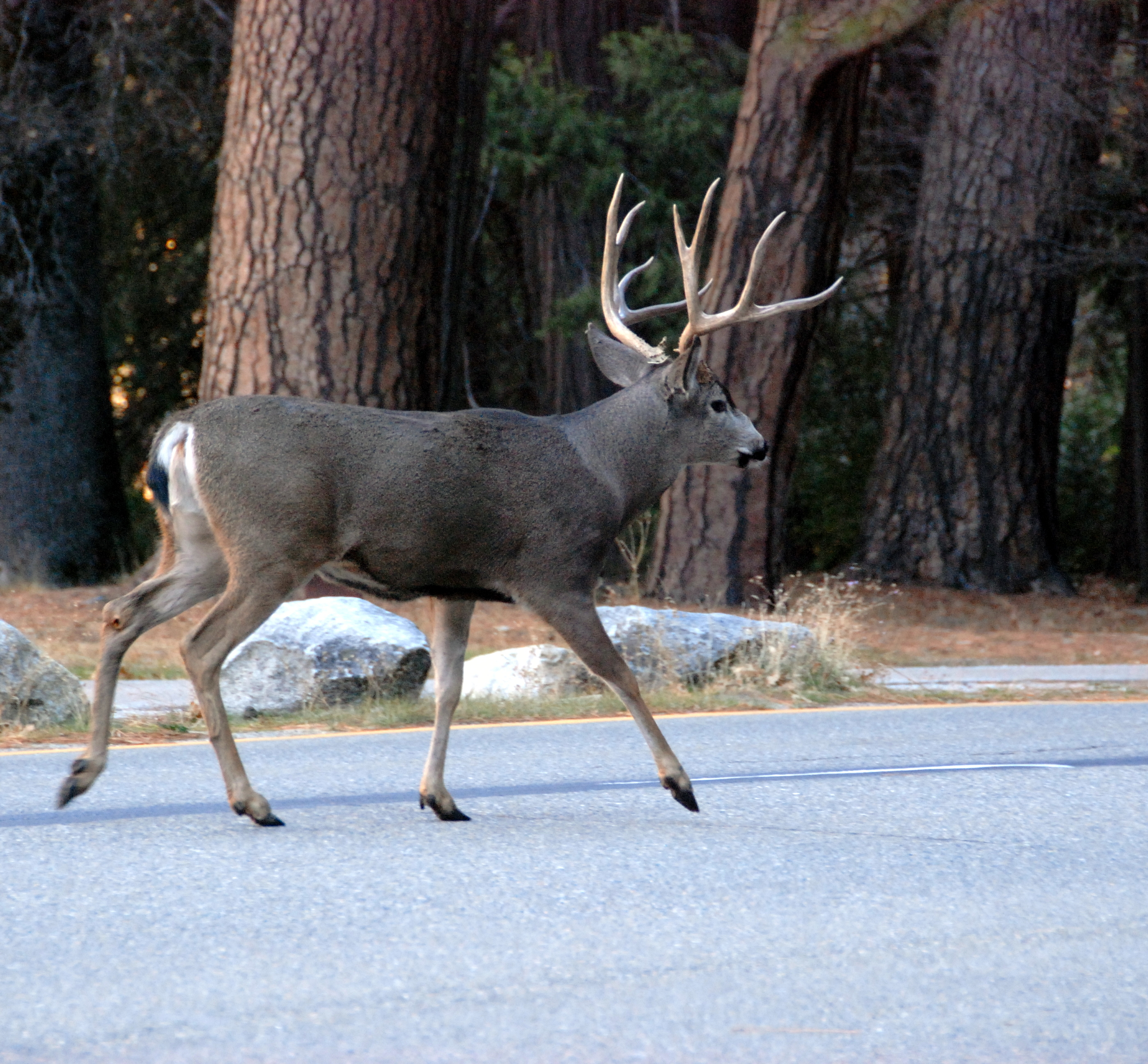
约塞米蒂山谷的騾鹿（又称黑尾鹿）

由于约塞米蒂国家公园矮小而日晒的沙巴拉群落（加州南部一种能耐干旱及寒冷的灌木植物构成的生态群）、壮观的松树、冷杉和红杉林地以及大片的高山林地和草甸，该公园在欧裔美国人定居前保留了内华达山脉一道靓丽的风景。其周边环境因伐木而发生大幅改变，而该公园保留了大约225,510英畝（91,260公頃）的原始森林。两者加在一起，该公园的各种栖息地维持了250多种脊椎动物，其中包括鱼、两栖动物、爬行动物、鸟类和哺乳动物。
沿着约塞米蒂的大部分西部边界，那些栖息地由美国黄松、糖松、翠柏属植物、白冷杉、花旗松的混合针叶林以及散布着黑栎和峡谷活橡树的几片巨杉林所主宰。由于相对温和、较低海拔气候以及栖息地类型和植物物种相混合，这些栖息地维持着相对高的多样性的野生物种。这些栖息地可找到典型的野生物种有 美洲黑熊、短尾貓、美洲狮、郊狼、灰狐、騾鹿、山王蛇、吉尔伯特的石龙子、白头啄木鸟、棕短脚鸡、西點林鴞以及各种各样的蝙蝠。就这些蝙蝠来说，大的死树桩和栖息点一样重要。
在海拔较高点的地方，这些针叶林变成了更纯的成片红杉、西部白松、杰弗里松、美国黑松以及偶尔出现的狐尾松。由于更高的海拔和复杂性的降低，人们可在这些栖息地找到更少的野生物种。人们可找到的可能物种包括加利福尼亞金背黃鼠、道格拉斯松鼠、漁貂、暗冠蓝鸦、隐士夜鸫和北方苍鹰。爬行类动物在约塞米蒂国家公园并不常见， 但包括橡皮蚺、西部围栏蜥蜴和北方鳄蜥。

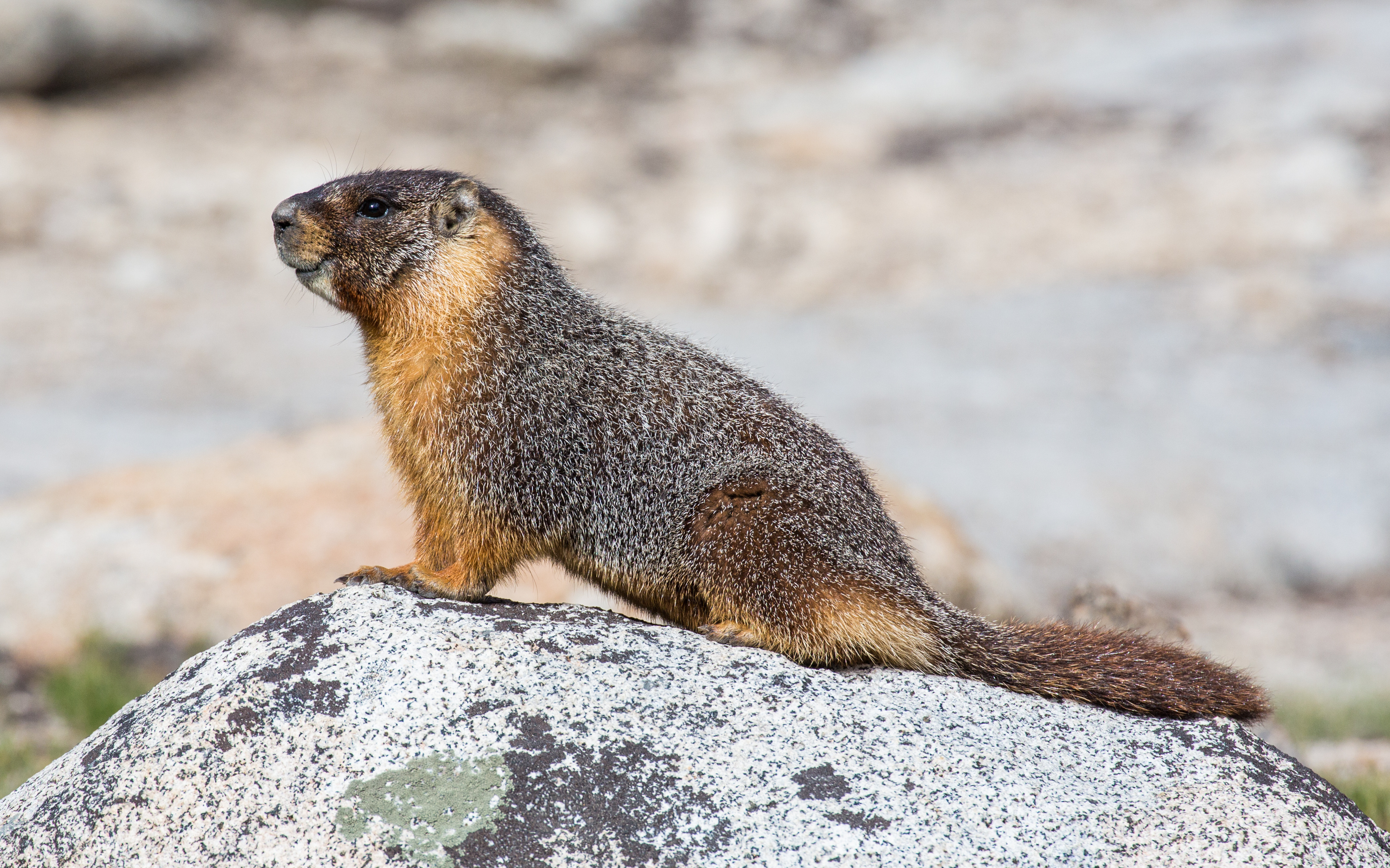
一隻黃腹土撥鼠

由于地形上升，树木变得越来越小而且越来越稀疏，裸露的花岗岩区域散落在成片的树林之间。这些林地包括美国黑松、美国白皮松以及像林木线延伸到的高海拔处的山地铁杉，直到樹線之上則让位于大片的花岗岩。这些栖息地气候恶劣且生长期短，但鼠兔、黃腹土撥鼠、白尾长耳大野兔、北美星鸦和黑岭雀物种却适应这些环境。此外，没有树木的高山栖息地是内华达山脉盘羊青睐的地方。然而，现在只在约塞米蒂地区塔尤戈通道（Tioga Pass）上能找到该物种，而且还是少量的再引进种群。
在不同的海拔高度，草甸为野生动物提供了重要而且富饶的栖息之地。来这些绿草地上吃草的动物饮用许多草甸上找到的流水或死水。反过来，也吸引捕食者到这些区域来。许多动物也喜欢草地和林地之间的边缘区域，因为这些边缘区域接近开放地带而易于动物袭击以及躲藏保护。那些非常依赖草地栖息地的物种有烏林鴞、柳鹟、约塞米蒂蟾蜍以及山河狸等。

### 管理问题

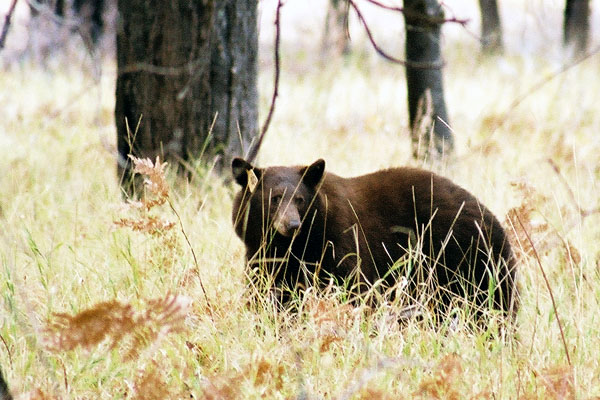
一只挂着显眼的耳朵标签的美洲黑熊正在约塞米蒂山谷里吃它的自然食物

约塞米蒂国家公园里充满了高品质的栖息地，棕熊、加州神鷲和最小腹绿鹃在过去的历史时间内已经绝灭了而且，无论是在加州还是在联邦濒危物种法下，另外37个物种目前正处于特殊状态。目前对约塞米蒂野生生物和它们所拥有的生态系统最严重的危害包括自然火系统的失去、外來物種、空氣污染、棲息地零碎化以及氣候變遷。在更当地化的基础上，诸如路殺以及人类食品的获得等因素已经影响了野生物种。

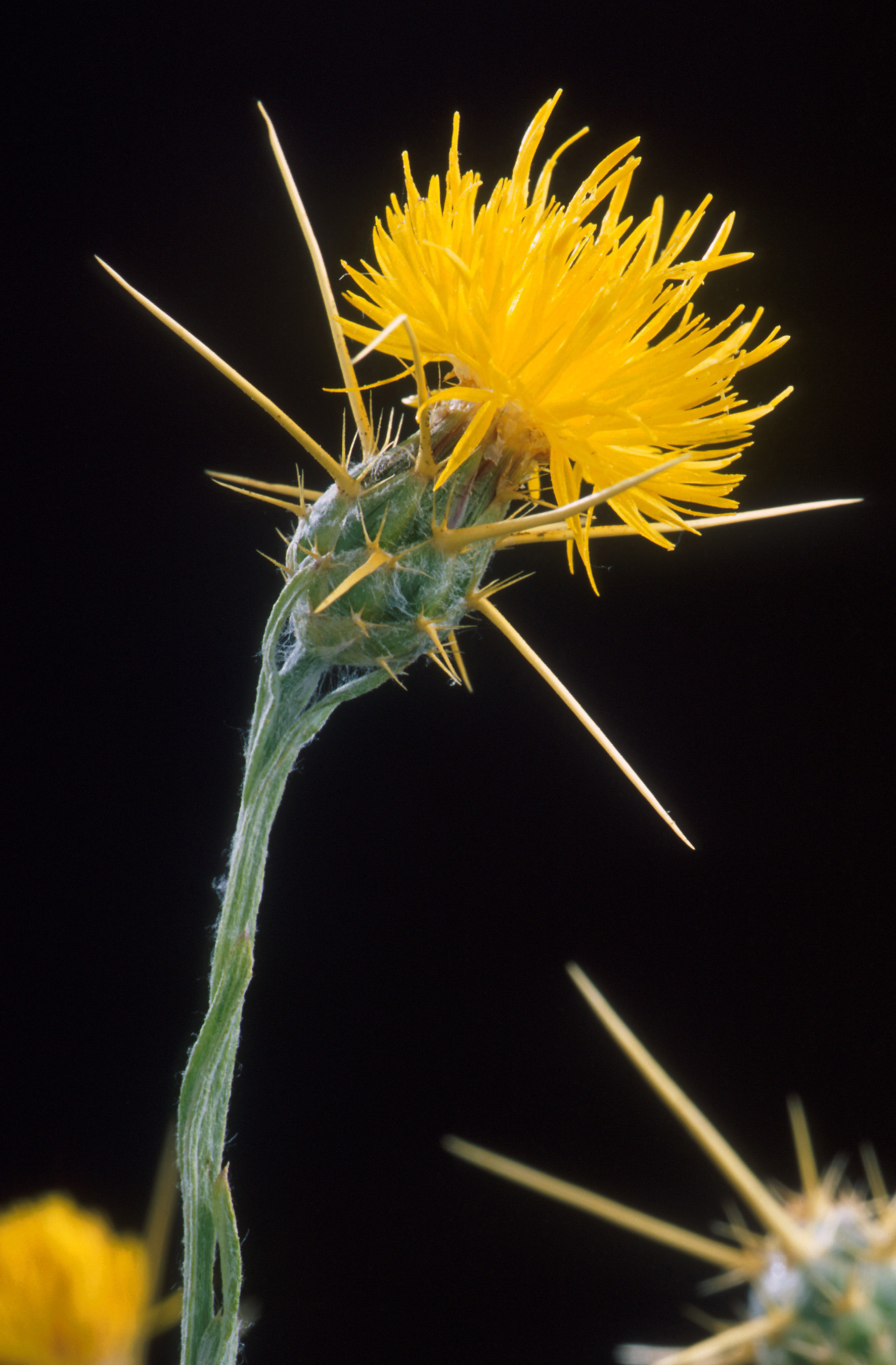
像黄星蓟这类植物正与约塞米蒂土生土长的植物竞争

约塞米蒂的黑熊曾经因为强行进入泊好的车偷食食品而著名。它们还是约塞米蒂国家公园垃圾堆的一个多年鼓励的旅游奇观。黑熊聚集在垃圾堆而吃该公园游客的垃圾，而游客们聚集起来给黑熊拍照。熊和人类之间增加的冲突和对财产损坏的增加导致了一次积极的运动来阻止熊依靠人类食品或者与人和他们的财产相互影响。那些露天垃圾堆被关闭了；所有的垃圾容器用耐熊的容器代替了；所有的露营园也配备了耐熊食品柜，因此人们也不再把食品留在车子里了，因为那些强壮而且善于应变的熊很容易从车子里拿到食品。由于对人表现出侵犯行为的熊最终通常被彻底打败，所以约塞米蒂国家公园的工作人员已不断想出新方法让与人类和他们的财产有关联的熊拥有并不愉快的经历，比如被橡胶子弹击中等。如今，人们大约每年抓获30只熊并在它们的耳朵上加上标签，以及对它们的DNA进行采样。当熊破坏发生时，国家公园管理者可以查明是哪一只熊引起问题。
增加的臭氧污染对约塞米蒂国家公园内巨型红杉的组织有损伤。这使得它们更容易遭受到虫灾和疾病。因为这些巨杉的球果需要火燒過的土壤来发芽，历史上的山火控制已经降低了这些树的繁殖能力。現行的计划林火政策就是用来帮助发芽问题的。
约塞米蒂国家公园记载了公园界线内130多种非原生植物物种。这些非原生植物是由早期的欧裔美国定居者于19世纪50年代移居时而引进约塞米蒂公园的。自然和人为干扰已有助于非原生植物的飞速繁衍，比如自然火灾、建筑活动。这些物种当中的许多物种大肆入侵原生植物群落并取而代之，从而使该公园的自然资源受到影响。非原生植物通过改变原生植物群和支持这些原生植物群的变化过程而能对该公园生态系统引起重大的变化。某些非原生物种也可能导致某一地区自然火灾频频发生或增加土壤中可用氮的含量。而土壤中氮含量的增加很可能导致更多的非原生植物扎根下来。许多非原生植物可以长出很长的主根，比如黄矢车菊。这使得它们与原生植物竞争可用水时达到完胜。
自20世纪40年代以来，翼蓟、毛蕊花以及貫葉連翹就被约塞米蒂国家公园鉴定为有毒物种。除此之外，最近黄矢车菊、草木犀、喜马拉雅黑莓、切叶黑莓以及蔓长春花都被鉴定为急需控制的侵略性物种。

## 娱乐活动

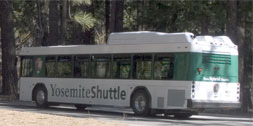
约塞米蒂免费班车系统的约塞米蒂混合动力班车

约塞米蒂山谷一年四季都对外开放，但约塞米蒂国家公园其它地区的大部分地方由于深秋积雪而关闭，并于次年暮春重新开放。人们可在约塞米蒂山谷和马里波萨巨杉林地周围进行户外旅游。很多人喜欢短距离散步和长距离徒步旅行到约塞米蒂山谷的瀑布，或漫步于马里波萨、图奥勒米、或默塞德巨杉林地。其他人则喜欢开车或坐旅游观光车到冰川峰顶（夏季到秋季）去看约塞米蒂山谷和高地的壮丽景观，或开车沿着景色优美的塔尤戈通道到图奥勒米草甸（夏季到秋季）后，在那儿走走或徒步旅行。
大部分公园游客们只有白天呆在那儿，而且只去约塞米蒂山谷内汽车可以开到的地方。乘坐汽车进入公园的游客们需要支付每辆车25至30美元的入园费，依季節而定夏季游客高峰期，约塞米蒂山谷的交通堵塞是个严重的问题。约塞米蒂山谷的免费班车系统一年四季都在运行，而由于通常情况下，夏季约塞米蒂山谷的停车位几乎爆满，所以公园管理者们鼓励游客们乘坐这个系统的班车。
了探索约塞米蒂山谷的自然特征之外，游客们还可以在该山谷裡的许多地方了解到约塞米蒂山谷的自然历史和文化历史：约塞米蒂山谷游客中心、毗连的约塞米蒂博物馆以及欢乐岛的自然中心。该山谷内还有两处美國國家歷史名勝：塞拉俱乐部的勒孔特纪念馆（约塞米蒂公园第一个公共游客中心）和世界著名的阿瓦尼酒店。2003年，第四营地列入《國家史蹟名錄》。

### 徒步旅行

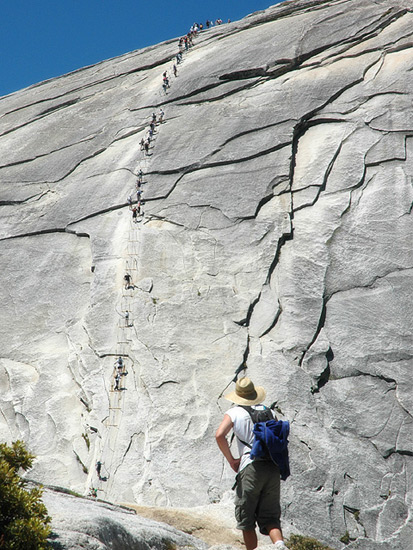
Hiking up the cables on Half Dome

徒步旅行者们可在800英里（1,300）的各个小徑行走，无论是悠闲的散步到累人的徒步走到几座公园的山上，还是多天的背包旅行。
对白天游园的游客们来说，约塞米蒂国家公园可分为5个部分——约塞米蒂山谷、瓦沃纳/马里波萨林地/冰川峰顶、图奥勒米草甸、赫奇赫奇山谷和克莱恩平地/白狼露营园。很多书籍都描述了约塞米蒂国家公园的各个小径，而且人们可从约塞米蒂公园管理处获得免费信息。公园管理者们鼓励游客们体验一下除了约塞米蒂山谷外的其它地方。
晚春和初秋之间，约塞米蒂国家公园的大部分地区都向多日背包旅行者们开放。所有到偏远地区过夜旅行的游客们要求获得一个莽原许可证，而且大部分过夜旅行都要求經批准的耐熊食物储存設備。

### 驱车旅行的各个景点
当约塞米蒂国家公园的一些地点要求游客们徒步旅行时，另外一些地点人们则可以通过乘坐汽车参观。开车可以到达的地方也允许游客们观察夜晚的星空，而那些露营地或旅社的地点却不行。约塞米蒂国家公园的所有公路都是风景优美的道路，但最复盛名的是塔尤戈通道。一般情况下，该条通道从5月底或6月初开放到11月。
除了开车之外，路上也允許骑自行车。然而，自行车仅允许在约塞米蒂山谷铺好的12英里（19））小径上进行越野活动，而不允许在山地骑自行车。

### 攀岩运动
攀岩是约塞米蒂国家公园的一个重要组成部分。位于约塞米蒂山谷的第四露营地是个未经预约就可以进入的露营地。该露营地促进了攀岩运动的发展，并列为《国家史迹名录》。不下雪的季节，从10-英尺（0.0030-）高的巨石到3,300-英尺（1.0-）高的埃尔酋长山坡上，游客们一般都可以看到攀岩者们矫健的身影。此外，许多攀岩团体都向游客们提供攀岩课程。

### 冬季活动

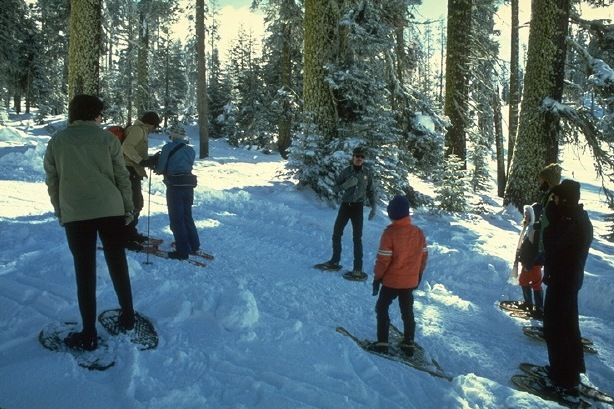
约塞米蒂国家公园内一次由管理者导游的雪鞋行走活动

冬季，约塞米蒂国家公园里许多公路都因大雪而封闭；然而，约塞米蒂山谷却对游客们全年开放。獾道滑雪区——加州历史最悠久的快速下降滑雪区从12月中旬到4月初都向游客们提供快速下降滑雪活动。约塞米蒂国家公园的大部分地区都向越野滑雪和雪鞋行走的游客们开放，还有几个偏远地区的滑雪小屋也向游客们开放使用。游客们若参与偏远地区的过夜滑雪活动则需要申请莽原许可证。
自1927年以来，布雷斯布里吉宴会是在阿赫瓦尼酒店举行的年度假日活动。这一活动是受到華盛頓·歐文的速写集里对18世纪的布雷斯布里吉乡绅（Squire Bracebridge）和英国圣诞节传统描述而受到启发的。1929至1973年间，该活动由安塞尔·亚当斯组织。

### 其它信息
从春季到秋季，游客们都可在约塞米蒂山谷租用自行车。约塞米蒂山谷有超過12英里（19）的铺好的自行车车道。除此之外，骑自行车者们还可上一般的公路。法律规定，不满18岁的孩子必须戴头盔骑自行车。约塞米蒂国家公园禁止骑自行车者们进行越野活动和骑自行车上山。
气候更温暖的月份，水上活动则丰富多彩。游客们可以沿着默希德河进行漂流运动而穿越约塞米蒂山谷。柯里村也有一个游泳池可供游客们使用。
2010年，在美国美丽国家公园25美分纪念币计划下，约塞米蒂国家公园获授予其自己的25分纪念币。

## 面臨的問題
人類的各種活動都直接影響到優勝美地國家公園的自然環境，以下取幾個典型例子作介紹。

### 世界爺樹林
當人類還沒有來到優勝美地峽谷的時候，打雷與閃電會造成天然火災，當地的世界爺樹皮耐火，尤其是年紀越大的越耐火，不怕被燒，因此樹木不會全部被燒死。天然的火災從而有效地控制了樹木的密度，以及樹下雜草和其他植物的生長。在西方人還沒有發現優勝美地峽谷以前，這裏是印地安人的家園，他們過著輪耕的生活，輪流有控制性地放火燒地以開闢耕地，這種做法取代了天然火災對樹林的控制，促成了峽谷底部形成草原生態。西方人在這裏蓋房子定居以後，不能容忍房子經常受火災的威脅，便極力撲滅一切的火種，無論它的發生是天然的還是人為的。
長期的禁火使得樹林無限制地生長，一方面吞食了各個草原，另一方面樹林本身過密造成樹木照射不到充足的陽光、吸收不到充足的養份和水份而不健康成長。樹林密度越來越高使得進一步撲滅火種的工作也越來越艱難，當樹林密度超過一定限度時，任何火災將會乘風而去，一發不可收拾。近年來，國家公園管理局開始模仿印地安人作控制性放火，並嘗試去控制任何天然火災而不是單純地去撲滅它，而且範圍不僅限於優勝美地峽谷，而是全公園作整體性管理，這些措施都收到了一定的成效。
在控制性放火剛剛收到一點成效的時候，一些伐木公司就開始在美國國會大作文章，想要以伐木取代控制性放火來控制樹林的健康成長。他們取得了一些許可在美國多個國家森林裏大規模伐木，現準備在優勝美地國家公園外圍的一些千年老世界爺樹林開始伐木。殊不知控制性放火燒死的是一些病樹、小樹、雜草等，對於健康的大樹來說是百利而無一害的；可是伐木公司針對的是千年老樹，樹幹越粗的越值錢，對控制森林健康來說恰恰是背道而馳的。
控制性放火的時候，野生動物可以往附近沒有著火的地方躲著，等火災結束後再回來；可是伐木公司一般都用重型機器砍伐，森林是一大片一大片地消失，大樹小樹無一倖免，野生動物頓失家園，面臨種族滅絕的威脅。森林被砍光光造成嚴重水土流失、水循環失調以及氣候變遷，會引發附近其他森林的死亡，造成惡性循環。因此，優勝美地國家公園外圍的世界爺樹林若被砍伐，公園裏的樹林也必遭殃。

### 赫奇赫奇水庫與圖奧勒米大峽谷

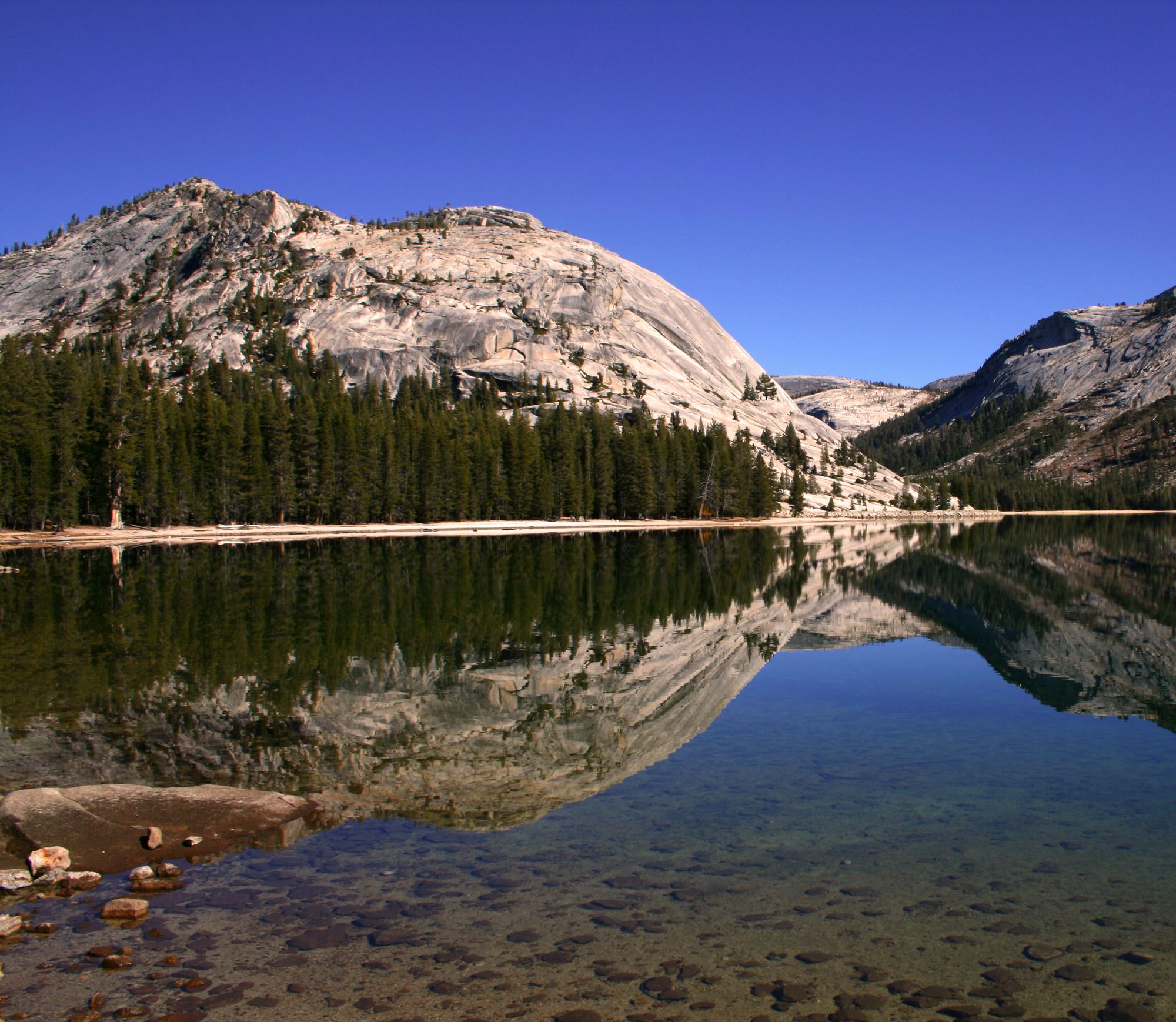
蒂娜娅湖，花岗石穹丘倒映在湖中

赫奇赫奇（Hetch-Hetchy）過去是一處跟约塞米蒂谷一樣漂亮、一樣神奇的地方，也是一個由冰川切鑿出來的峽谷，到處掛滿了瀑布，優美的圖奧勒米河（Tuolume）從中流過。在優勝美地峽谷還鮮為人知、優勝美地國家公園還沒有成立的時候，為解決舊金山人口膨脹、水資源短缺的問題，人們就倡議在優勝美地峽谷和赫奇赫奇峽谷各蓋一個水壩，形成兩個巨型水庫，供應迅速發展的城市用水。在優勝美地國家公園的倡導人約翰·繆爾的極力周旋下，優勝美地峽谷得以保護下來了，可是赫奇赫奇峽谷卻不能倖免，至今還被淹沒在赫奇赫奇水庫當中。如今，圖奧勒米河在赫奇赫奇水庫上游的地方還未被完全淹沒，這裏稱為圖奧勒米大峽谷。由於沒有車路通往圖奧勒米大峽谷，背包客需要步行數天才可抵達，因此這裏的自然環境保護得比較好。通過圖奧勒米大峽谷，人們還可以窺見赫奇赫奇峽谷過去的宏偉壯麗。
最近幾年來，舊金山及週邊地區，包含奧克蘭（Oakland）、聖荷西（San Jose）以及硅谷（Silicon Valley）地區，改善了它們的供水系統，政府倡導的節約用水也取得了一定的成效，因此雖然人口比以前多得多了，但是這一地區已不再倚賴赫奇赫奇水庫的供水了。加州州政府正考慮是否拆除水庫，以還赫奇赫奇峽谷原貌，順便也舒緩優勝美地峽谷遊客過多所負荷的壓力。

## 附近景點
從優勝美地國家公園出發，沿CA-120走，往西約三小時車程可抵達三藩市；往東（冬天封路）有一個巨大的鹹水火山湖，名叫蒙羅湖（Mono Lake），湖面上有很多結晶的鹽柱，並吸引了許多海鳥在此棲息。優勝美地國家公園以北，在加利福尼亞州和內華達州交界處有一個全內華達山脈上最深最大的淡水湖，名叫太浩湖（Lake Tahoe），風景優美，夏天可以游泳、開快艇，冬天可以滑雪（CA-120往東，接US-395往北，接US-50往西）。優勝美地國家公園以南是國王峽谷國家公園和紅杉國家公園（CA-41往南，接CA-180往東）。

## 流行文化
- 2014年Apple電腦的作業系統命名为约塞米蒂。

| 在優勝美地國家公園拍攝的電影 | 在優勝美地國家公園拍攝的電影 | 在優勝美地國家公園拍攝的電影                          |
| 電影名稱                     | 電影名稱                     | 說明                                                  |
| ---------------------------- | ---------------------------- | ----------------------------------------------------- |
| S                            | 星际旅行V：终极先锋          | 開頭場景                                              |
| T                            | 最后一个莫西干人             | [ 80 ]                                                |
| M                            | 超級王牌                     | [ 80 ]                                                |
| V                            | Valley Uprising              | 2014年紀錄片 以優勝美地的山谷為中心拍攝，以及它的歷史 |
| F                            | 徒手攀岩                     | [ 82 ]                                                |
| T                            | 垂直九十度的熱血人生         | 2017年紀錄片                                          |

## 外部連結
- 優勝美地國家公園官方網頁 （页面存档备份，存于）（英語）
- 優勝美地國家公園旅游
- 優勝美地國家公園非官方網頁